# Serglige Con Chulainn

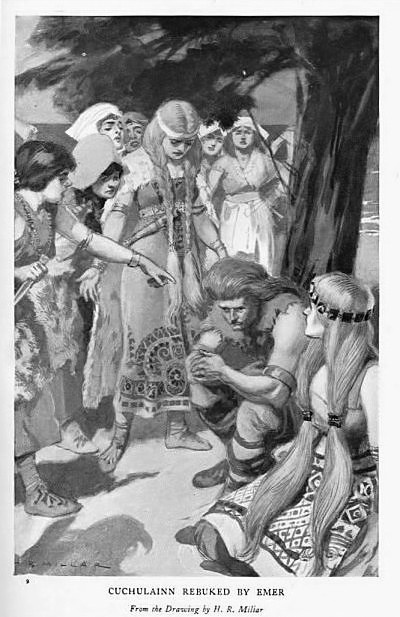
Emer holt Cú Chulainn von Fand zurück (Harold Robert Millar, Anfang des 20. Jahrhunderts)

Serglige Con Chulainn ocus oenét Emire ['ʃerglʴiɣʴe kon kuliNʴ ogus 'oineːd 'evʴirʴe] („Cú Chulainns Krankenlager und die einzige Eifersucht Emers“) ist der Titel einer Erzählung aus dem Ulster-Zyklus der Irischen Mythologie. Im Lebor na hUidre („Das Buch der dunkelfarbigen Kuh“) und in einem weiteren Manuskript aus dem 15./16. Jahrhundert ist sie überliefert.

## Inhalt
Serglige Con Chulainn handelt von der Liebe des Helden Cú Chulainn zur Gattin des Meeresgottes Manannan, der schönen Fand. Weil er Fand, die gemeinsam mit ihrer Schwester Lí Ban als Schwan über das Meer fliegt, mit einem Steinwurf verletzt, schlägt sie ihn mit einer Reitgerte, bis er todkrank niederfällt. Als Cú Chulainn, der auf seinem Lager liegt, erfährt, dass sie ihn trotzdem liebe, heilt ihn dies sofort von seiner Krankheit. Fands Schwester Lí Ban bittet ihn nun, ihr gegen ihre Feinde zu helfen, worauf er mit seinem Wagenlenker Loeg mac Riangabra in die „Ebene der Wonnen“ aufbricht. Zur Belohnung darf er für einen Monat mit Fand, die von Manannan verstoßen worden war, das Lager teilen. Nach Cú Chulainns Rückkehr aus der Anderen Welt trifft er sich neuerlich mit Fand. Bei diesem Treffen werden die beiden von Cú Chulainns Gattin Emer und fünfzig mit Messern bewaffneten Dienerinnen überrascht, die drohen, Fand zu ermorden. Dass Cú Chulainn auf seine Geliebte verzichten muss, lässt ihn in Wahn verfallen. Aber Manannan löst die Probleme, indem er allen Beteiligten einen Trank des Vergessens gibt und Fand zurück in sein Reich holt.
Die in den keltischen Mythen so wichtigen Motive „Ehebruch und Eifersucht“ (mittelirisch étmar – eifersüchtig), insbesondere die bei Iren und Walisern entgegengesetzte Einstellung dazu, werden von Birkhan ausführlich behandelt.

## Weblink
- A.H.Leahy (Übers.): The Sick-Bed of Cúchulainn, transcr. from The Lost Yellow Book of Slane, 1905 (englisch)